# Il était une fois la Mésopotamie

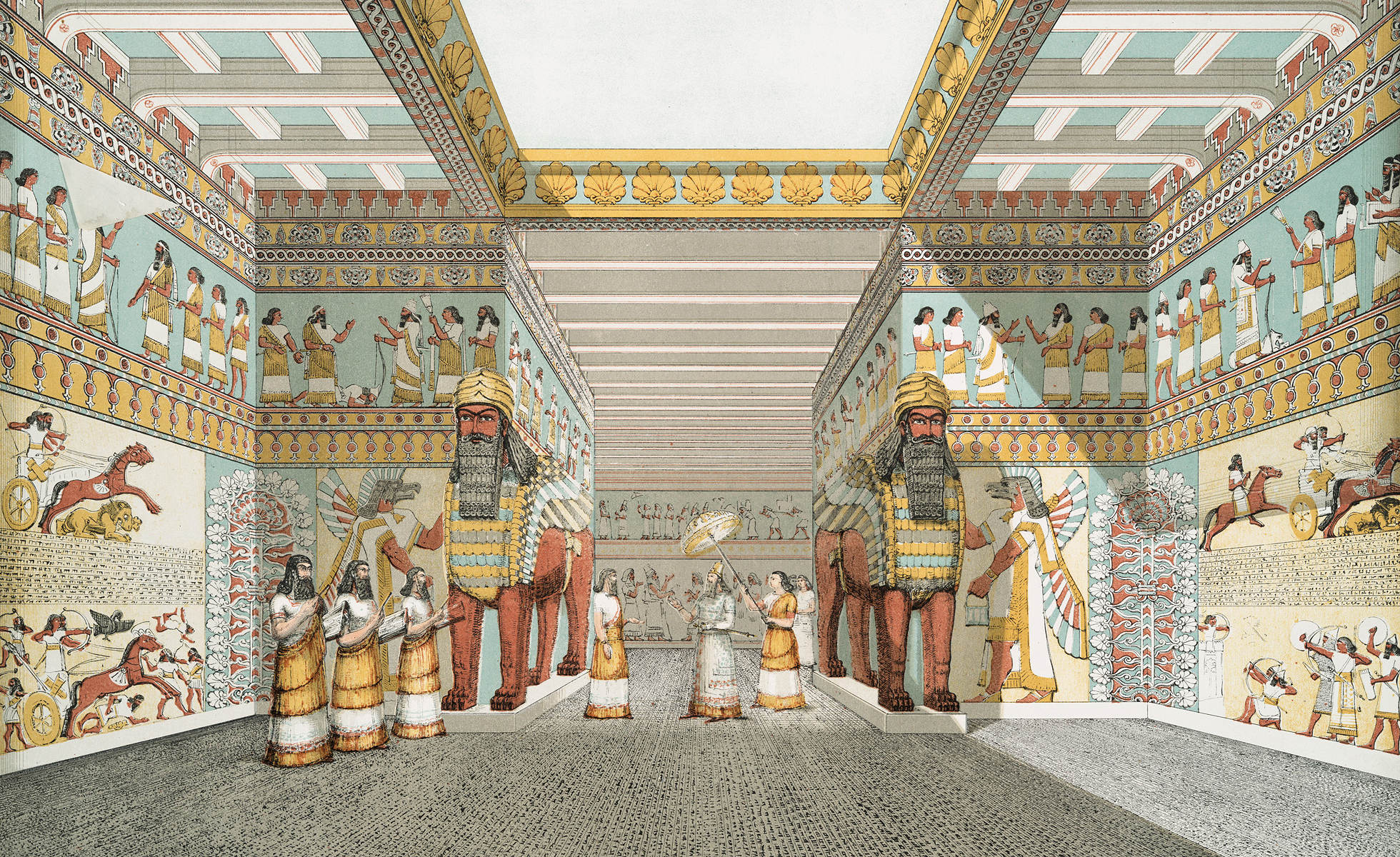
Vue d’artiste d’une salle dans un palais assyrien. Illustration dans The Monuments of Nineveh: From Drawings Made on the Spot d’Austen Henry Layard, 1849, reproduite sur la quatrième de couverture.

Il était une fois la Mésopotamie est une monographie illustrée sur la Mésopotamie et l’assyriologie, co-écrite par l’assyriologue Jean Bottéro et l’archéologue Marie-Joseph Stève, et parue chez Gallimard en 1993. Cet ouvrage est le 191e titre dans la collection « Découvertes Gallimard », et a été adapté en un film documentaire homonyme.

## Introduction et sommaire
Cet opus en format poche (125 × 178 mm) fait partie de la série Archéologie dans la collection « Découvertes Gallimard », c’est-à-dire, on s’intéresse ici à l’étude des sites, objets et documents découverts en Mésopotamie à partir de la fin du XVIIIe siècle, et non à l’histoire de cette région. En d’autres termes, une histoire de l’assyriologie.
Selon la tradition des « Découvertes », cette collection repose sur une abondante documentation iconographique et une manière de faire dialoguer l’iconographie documentaire et le texte, enrichie par une impression sur papier couché. En d’autres termes, « de véritables monographies, éditées comme des livres d’art ». C’est presque comme un « roman graphique » à suspense.

## Contenu

### Le corpus
- Ouverture (p. 1–9, une succession d’illustrations pleine page, des photographies archéologiques tirées de Khorsabad, Part 2: The Citadel and the Town de Gordon Loud et Charles B. Altman, et d’Eridu de Fuad Safar et Seton Lloyd)
- Chapitre premier : « Le secret des ‹ écritures persépolitaines › » (p. 13–35)
- Chapitre II : « Les déchiffreurs » (p. 37–59)
- Chapitre III : « Palais assyriens » (p. 61–79)
- Chapitre IV : « L’Histoire commence à Sumer » (p. 81–111)
- Chapitre V : « Une recherche internationale » (p. 113–127)

### Témoignages et documents
- Témoignages et documents (p. 129–151)
  - Le temps des consuls-archéologues (p. 130–135)
  - Babylone, la splendeur déchue (p. 136–141)
  - Sur les traces de Layard (p. 142–147)
  - Une discipline rebutante ? (p. 148–149)
  - Les collections assyriennes du Louvre (p. 150–151)
- Bibliographie (p. 152)
- Table des illustrations (p. 152–156)
- Index (p. 156–158)
- Crédits photographiques/Remerciements (p. 159)
- Table des matières (p. 160)

## Accueil
Le site Babelio confère au livre une moyenne de 3,96/5 basée sur 25 notes. Sur le site Goodreads, le livre obtient un score de 3,83 sur 5, sur la base de 23 notes, indiquant des avis généralement positifs.

## Adaptation documentaire
En 1998, en coproduction avec La Sept-Arte et Trans Europe Film, en collaboration avec Éditions Gallimard et le musée du Louvre, réalisé l’adaptation d’Il était une fois la Mésopotamie, dirigée par Jean-Claude Lubtchansky. Ce documentaire a été tourné en partie en Irak dans le pays d’argile et de roseaux situé entre le Tigre et l’Euphrate, et a été diffusé sur Arte le 30 mai 1998, et sur La Cinquième les 4 et 5 juin, dans la case « L’Aventure humaine ». Le film est également sorti sur DVD, édité par Centre national du cinéma et de l’image animée (CNC).

### Fiche technique
- Titre : Il était une fois la Mésopotamie
- Titre allemand : Es war einmal in Mesopotamien[8]
- Titre alternatif : Il était une fois la Mésopotamie : le pays entre les deux fleuves
- Titre allemand alternatif : Es war einmal in Mesopotamien: Antike Kultur zwischen Euphrat und Tigris
- Réalisation : Jean-Claude Lubtchansky
- Image : Mikaël Lubtchansky
- Montage : Jean-Claude Lubtchansky
- Scénario et adaptation : Jean-Claude et Carole Lubtchansky
- Voix : François Marthouret, Corinne Jaber et Jean-Claude Lubtchansky
- Producteur : Jean-Pierre Gibrat
- Administratrice de production : Nathalie Cayn
- Directeur de production : Gilles Moisset
- Assistante de production : Magali Honorat
- Conseiller scientifique en assyriologie : Remo Mugnaioni
- Documentalistes : Magali Honorat et Florence Martin
- Chargé des acquisitions : Ahmed el-Cheikh
- Chargé du développement : Géraldine Loeb
- Sociétés de production : La Sept-Arte, Trans Europe Film, Éditions Gallimard, Musée du Louvre et en association avec La Cinquième
- Musiques :
  - Chemins et Kotchnak (Al Sur / Media 7)
  - Les Voix du monde et Shômyô (Les Chant du monde)
  - Musique iranienne (Djamchid Chemirani, Madjid Kiani et Darioush Tala'i) et Chant byzantin (Harmonia Mundi)
  - Musiques de la toundra et taïga (Maison des cultures du monde)
  - Asie centrale, Tibet, Arménie et The Harmonic Choir (OCORA)
  - Miroirs sonores (Le Souffle d'or)
- Pays d’origine :  France
- Lieu de tournage :  Irak
- Langue : français, doublage en allemand
- Durée : 52 minutes
- Date de sortie : 30 mai 1998 sur Arte[2],[9]

## Éditions internationales
Le livret a également connu un succès international, grâce à des traductions en chinois traditionnel et simplifié, italien, japonais, sud-coréen et turc.
| Titre                                           | Traduction littérale                                                               | Langue               | Pays         | Collection (numéro dans la collection) | Éditeur                             | Traducteur           | Année de première parution | ISBN                 |
| ----------------------------------------------- | ---------------------------------------------------------------------------------- | -------------------- | ------------ | -------------------------------------- | ----------------------------------- | -------------------- | -------------------------- | -------------------- |
| Il était une fois la Mésopotamie                | –                                                                                  | Français de France   | France       | Découvertes Gallimard (no 191)         | Éditions Gallimard                  | –                    | 1993                       | (ISBN 9782070532544) |
| La Mesopotamia: dalla scrittura all’archeologia | « La Mésopotamie : de l’écriture à l’archéologie »                                 | Italien              | Italie       | Universale Electa/Gallimard (no 52)    | Electa/Gallimard                    | Antonella Stefanelli | 1994                       | (ISBN 9788844500658) |
| Evvel Zaman İçinde Mezopotamya                  | « Il était une fois la Mésopotamie »                                               | Turc                 | Turquie      | Genel Kültür Dizisi (sans numéro)      | Yapı Kredi Yayınları                | Anita Tather         | 2002                       | (ISBN 9789750803574) |
| メソポタミア文明                                | « La civilisation mésopotamienne »                                                 | Japonais             | Japon        | 知の再発見 (no 43)                     | Sōgensha (ja)                       | Yū Takano            | 1994                       | (ISBN 9784422210933) |
| 美索不達米亞：兩河流域的文明曙光                | « La Mésopotamie : l’aube de la civilisation dans le pays entre les deux fleuves » | Chinois traditionnel | Taïwan       | 發現之旅 (no 73)                       | China Times Publishing (zh)         | Hsiang-yang Ma       | 2003                       | (ISBN 9789571339320) |
| 美索不达米亚：追溯近东文明的起点                | « La Mésopotamie : retracer le début de la civilisation du Proche-Orient »         | Chinois simplifié    | Chine        | 发现之旅 (no 58)                       | Shanghai Bookstore Publishing House | Zhongxian Yu         | 2004                       | (ISBN 9787806781906) |
| 메소포타미아: 사장된 설형문자의 비밀            | « La Mésopotamie : le secret d’un cunéiforme mort »                                | Coréen               | Corée du Sud | 시공 디스커버리 (no 72)                | Sigongsa (en)                       | Kyung-ran Choi       | 1998                       | (ISBN 9788972597483) |